# Sertularella fraseri
Sertularella fraseri is een hydroïdpoliep uit de familie Sertulariidae. De poliep komt uit het geslacht Sertularella. Sertularella fraseri werd in 2010 voor het eerst wetenschappelijk beschreven door Galea. 